# 卡西歐fx-3650P
Casio fx-3650P是由Casio所推出的計數機，為fx-3600Pv及fx-3900Pv的改進型號。此計算機的姊妹產品為Casio fx-3950P，兩者功能完全相同，只是電源方法有所不同。Casio fx-3650P有一個可顯示兩行文字的液晶螢幕。在香港，Casio fx-3650P為香港考試及評核局認可的計數機之一，並在計算機上印有紅色字「▌▌▌▌█ H.K.E.A.A. APPROVED」（見右圖）。

## 對象
Casio fx-3650P 計數機主要供中學生、大學生、物理研究生、化學研究生、生物學研究生、會計、土木工程師等使用。於2003年，香港考試及評核局把Casio fx-3650P型號計數機列入認可的計數機，表示學生可於香港公開考試（即香港中學文憑）使用此型號計數機。現時，Casio fx-3650P普遍被香港學生使用。

## 電源
Casio fx-3650P 以太陽能及 LR44 鈕扣電池作為能源，即雙重電源，耐用期長達3年（以平均每天使用1小時計算）。而Casio fx-3950P 則只是使用一顆電池。

## 外形
Casio fx-3650P 約厚1.18厘米(0.46")，高15.9厘米(6.26")，闊8厘米(3.14")，連電池約重100克(3.5oz)。表面以銀色為主，背面則以深藍色為主。計數機配有灰白色的硬殼，當不需使用計數機時，把計數機蓋著，以作保護。

## 特別功能
Casio fx-3650P的功能比其它大部分計算機的功能較多。此計算七數記憶變量（包括A、B、C、D、X、Y、M），並設有微分、積分計算、小數及分數互相轉換，以及複數計算等。
此計算機亦設有四個自定義的程式輸入儲存區，分別為：P1、P2、P3和P4。使用者可隨意編寫運算程式，總容量為360個儲存單元。但要注意的是若使用者更改程式後計算機不能使用，Casio官方不會負責任何責任。

## 顯示
Casio fx-3650P的螢幕分兩行，分別以點陣式顯示及液晶體七划管顯示，第一行為輸入的字碼，第二行則為答案。第一行有12個字位，輸入字碼的限制為79位，並可以按方向鍵左右，來檢查數值（適用於因數值太大，某些數字在後面而看不到；想更換數字）；第二行答案的輸出字碼限制是10位，若答案的數值高於11位（1010），會使用科學記數法，如{\displaystyle 12345678987654321\,\!}，計數機會顯示答案為{\displaystyle 1.234567898\times 10^{16}}；若使用Norm 1設定及答案低於小數點後3位（10-3），會使用科學記數法，如{\displaystyle 0.0000000123\,\!}，計數機會顯示答案為{\displaystyle 1.23\times 10^{-08}}；若使用Norm 2設定則答案低於小數點後9位（10-9），同樣會使用科學記數法。

## 輸入
由 Casio fx-3650P 起，Casio 推出的計數機改變了輸入方式，輸入的功能與舊式或普通的使用代數邏輯輸入（Algebraic Logic或Reverse Polish Notation）的計數機不同。
以下是一些例子：
| 數項或公式                      | 輸入                                                                                | 答案顯示                                                              |
| ------------------------------- | ----------------------------------------------------------------------------------- | --------------------------------------------------------------------- |
| {\displaystyle 4{\frac {9}{5}}} | {\displaystyle 4\,\!} → ˩ → {\displaystyle 9\,\!} → ˩ → {\displaystyle 5\,\!} → EXE | {\displaystyle 5\,\!} ˩ {\displaystyle 4\,\!} ˩ {\displaystyle 5\,\!} |
| {\displaystyle \sin {30}}       | {\displaystyle \sin {}} → {\displaystyle 30\,\!} → EXE                              | {\displaystyle 0.5\,\!}(degree模式)                                   |
| {\displaystyle {\sqrt {36}}}    | {\displaystyle {\sqrt {}}} → {\displaystyle 36\,\!} → EXE                           | {\displaystyle 6\,\!}                                                 |

## 效能
根據非正式測試，fx-3650P的運算速度比前代型號fx-3600Pv及fx-3900Pv慢得多，大約和fx-3600Pa相若。

## 後續機種

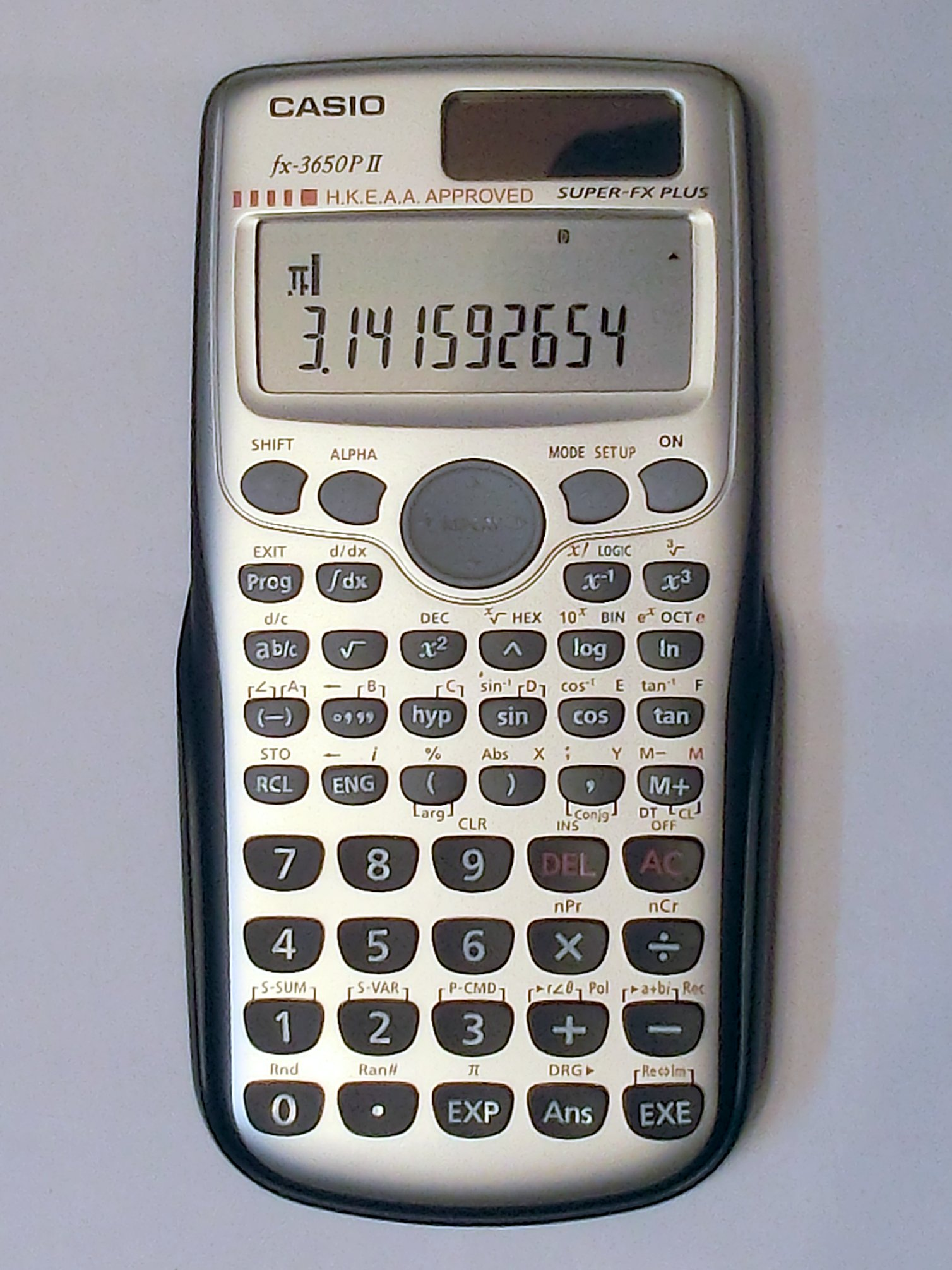
Casio fx-3650P II

2013年，Casio推出新版的fx-3650P II，fx-3650P II除了外型改變外，程式容量也由360增至390位元組，而運算速度、對數、微積分計算、分數功能、操作、程式指令和統計功能均有所改善。此外，為了減少错误，計算時在函數及隱乘的情況時，會前自動加開括號。

## 引用來源
1. ↑   (PDF).   [2023-12-29]. （原始内容存档 (PDF)于2021-01-16）.
2. ↑  .   [2014-10-21]. （原始内容存档于2020-02-10）.

## 外部連結
- 卡西歐計算機亞洲官方網站 （页面存档备份，存于）
- Casio fx-3650P/3950P及Truly SC185程式集 （页面存档备份，存于）
- Casio中國官方網站 計數機fx3650介紹
- 究竟Casio fx50F好還是Casio fx-3650P及3950P好? - 數學Teen地
- Casio fx-3650P參考說明書